# Шаста (Калифорнија)
Шаста (енгл. Shasta) насељено је место без административног статуса у америчкој савезној држави Калифорнија.

## Демографија
По попису из 2010. године број становника је 1.771.
| Група             | 2000.    | 2010.         |
| Белци             | 0 (0,0%) | 1.578 (89,1%) |
| Афроамериканци    | 0 (0,0%) | 11 (0,6%)     |
| Азијати           | 0 (0,0%) | 23 (1,3%)     |
| Хиспаноамериканци | 0 (0,0%) | 56 (3,2%)     |
| Укупно            | 0        | 1.771         |